# 九华茶场
九华茶场是江苏省句容市人民政府农业委员会下属的一个国营农场，位于黄梅镇北部。因处九华山东南山脚，故名九华茶场。
2006年《句容年鉴》指茶场土地面积33.33公顷（500亩），其中茶园26.67公顷（400亩）、林地2公顷（30多亩）。另拥有一家场办化工厂。2012年及之前，在国家统计局网站统计中，所在区域以句容市九华茶场之名列为句容市的一个类似乡级单位。